# 1953 en Italie
Chronologie de l'Italie
- 1949
- 1950
- 1951
- 1952
- 1953
- 1954
- 1955
- 1956
- 1957

## Événements

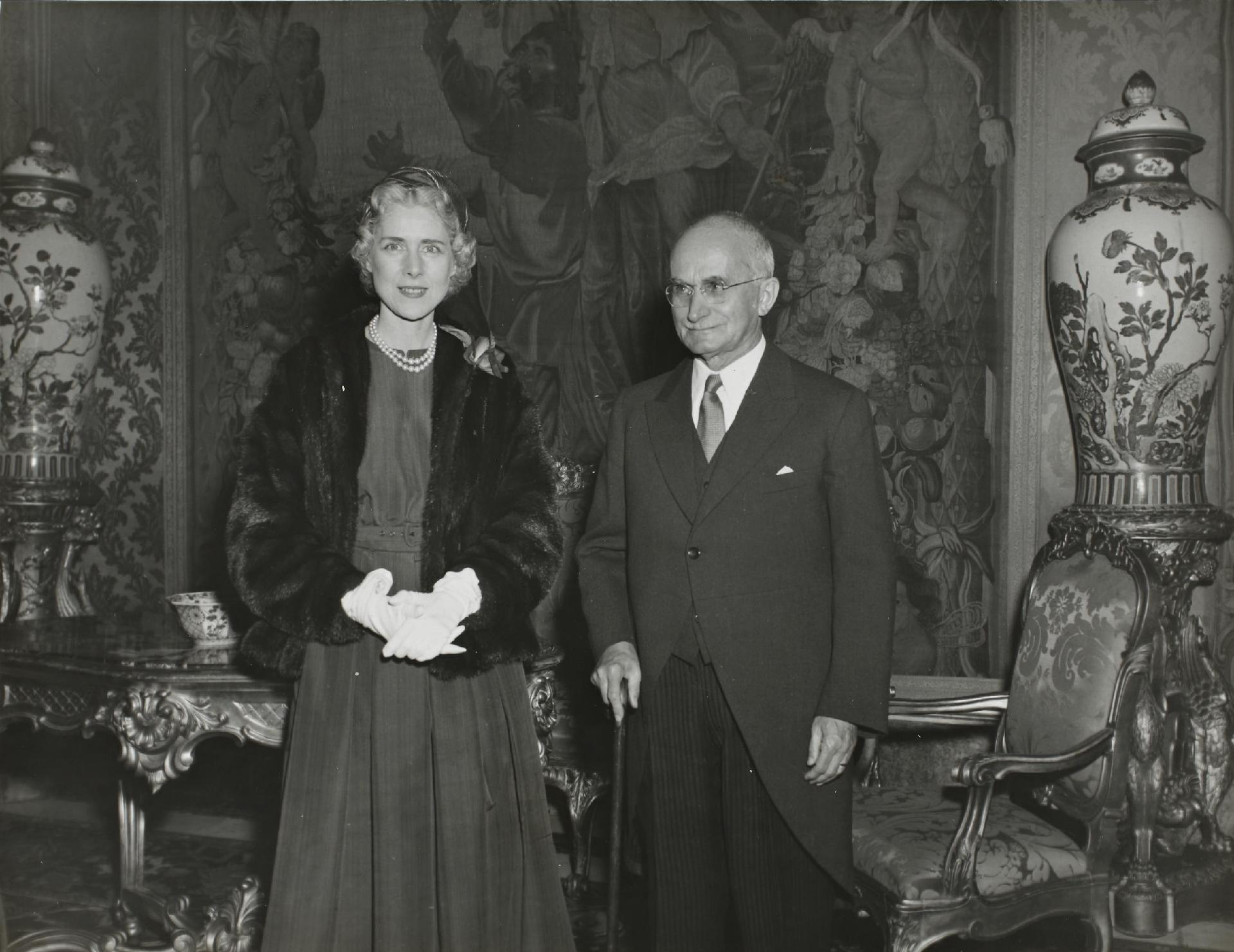
Clare Boothe Luce, nouvelle Ambassadrice des États-Unis, présente ses lettres de créance au Président de la République Luigi Einaudi le 4 mai 1953.

- 10 février : vote de la loi qui crée l'Ente nazionale idrocarburi (Eni) dont la présidence est confiée à Enrico Mattei[1].

- 31 mars : Legge truffa (it) (« loi escroc »), dite des apparentements ; le Parlement italien approuve la nouvelle loi électorale malgré une forte opposition des socialistes et des communistes. Le groupe des listes apparentées qui ont obtenu au moins 50 % des voix aux élections législatives auront les deux tiers des sièges à la Chambre des députés[2].

- 11 avril : découverte du corps de Wilma Montesi sur la plage de Torvajanica, à une cinquantaine de kilomètres au sud de Rome. L'affaire fait grand bruit quand un article de Marco Sforza Cesarini dans l'hebdomadaire communiste Vie Nuove implique Piero Piccioni, fils d'Attilio Piccioni, vice-président du Conseil[3].

- 22 avril : arrivée à Naples de Clare Boothe Luce, nouvelle ambassadrice des États-Unis en Italie[4].

- 17 mai : inauguration du Stade olympique de Rome à l'occasion d'un match de football opposant l'Italie et la Hongrie[5].
- 23 mai : une tempête fait s'écrouler la flèche du Mole Antonelliana de Turin[6].

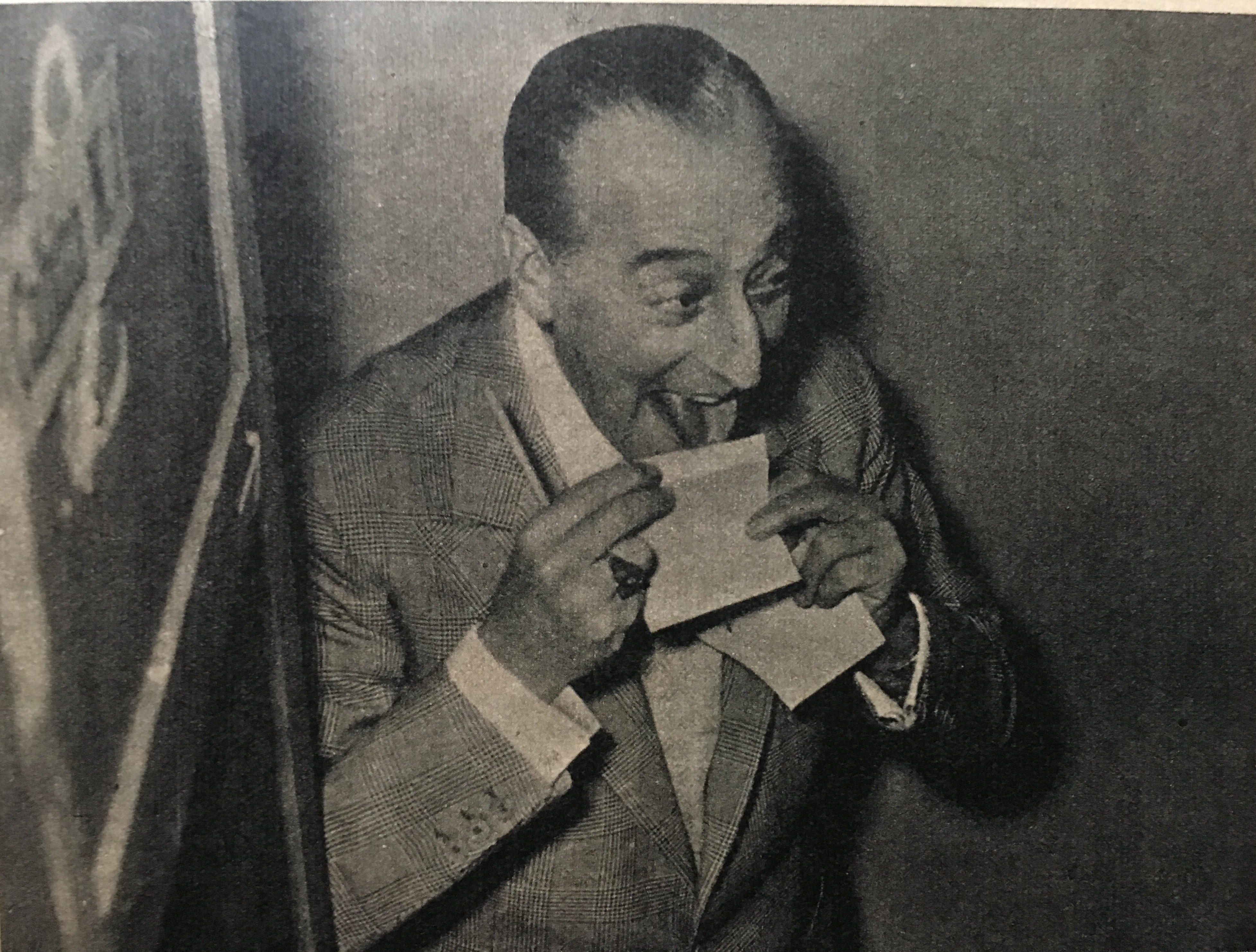
L'humoriste Totò après le vote en juin 1953.

- 7-8 juin : élections législatives[7]. La Démocratie chrétienne, divisée par son aile droite, perd une quarantaine de députés (40 % des votes). Elle n’obtient que 48,9 % des voix avec ses alliés et ne peut bénéficier de la loi majoritaire. Alcide De Gasperi constitue son huitième gouvernement le 16 juillet puis préfère se retirer le 2 août après un vote défavorable du Parlement. La voie est ouverte à l'aile droite de la DC dont les principaux dirigeants, Pella, Scelba et Segni se succèdent à la présidence du Conseil[8]. Incapables de résister aux pressions des catholiques ou des classes dirigeantes, ils s’enlisent dans un immobilisme parfois teinté de relents fascistes. Les Italiens se désintéressent de plus en plus de la vie politique.

- 25 juin : ouverture de la IIe législature de la République italienne[8].

- 20 juillet : publication des résultats d'une commission d'enquête parlementaire sur la misère en Italie par son président Ezio Vigorelli (it)[9]. Elle souligne de fortes inégalités : le revenu moyen par tête d’habitant et de 349 000 lires à Milan et de 66 563 à Agrigente. 5 millions de petits exploitants se partagent 874 949 ha tandis que 520 propriétaires se partagent 875 701 ha. Le revenu par tête des Italiens est environ de 40 % de celui des Français, de 35 % de celui des Belges, de 60 % de celui des Allemands. L'émigration se poursuit avec 150 000 départs par an[10].
- 26 juillet-31 octobre : exposition internationale de l'agriculture de Rome[11].

- 17 août : Giuseppe Pella, président du Conseil italien (fin le 5 janvier 1954)[8].

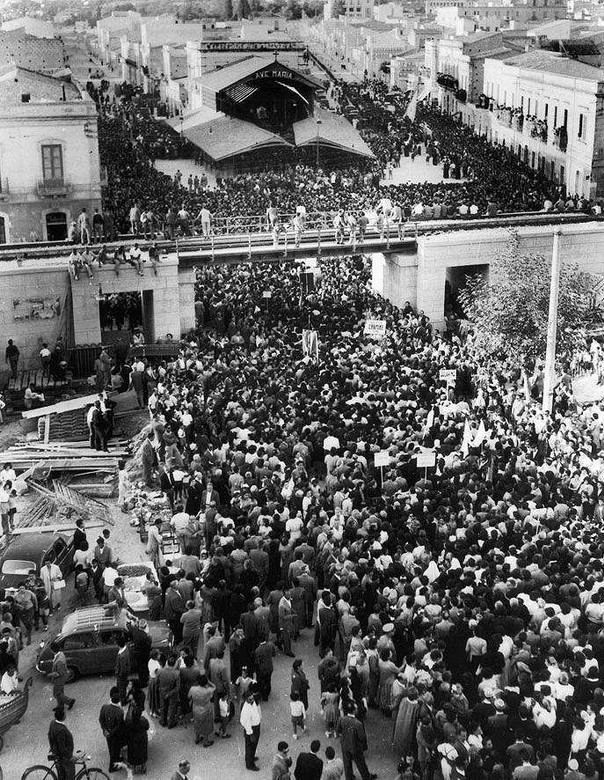
La foule venue voir l'effigie mariale à Syracuse.

- 29 août – 1er septembre : miracle de la Vierge des Larmes à Syracuse[12].

- 13 septembre : lors d’un discours au Capitole, Pella propose un plébiscite dans l’ensemble du territoire libre de Trieste (TLT) pour connaître la volonté des habitants[13].

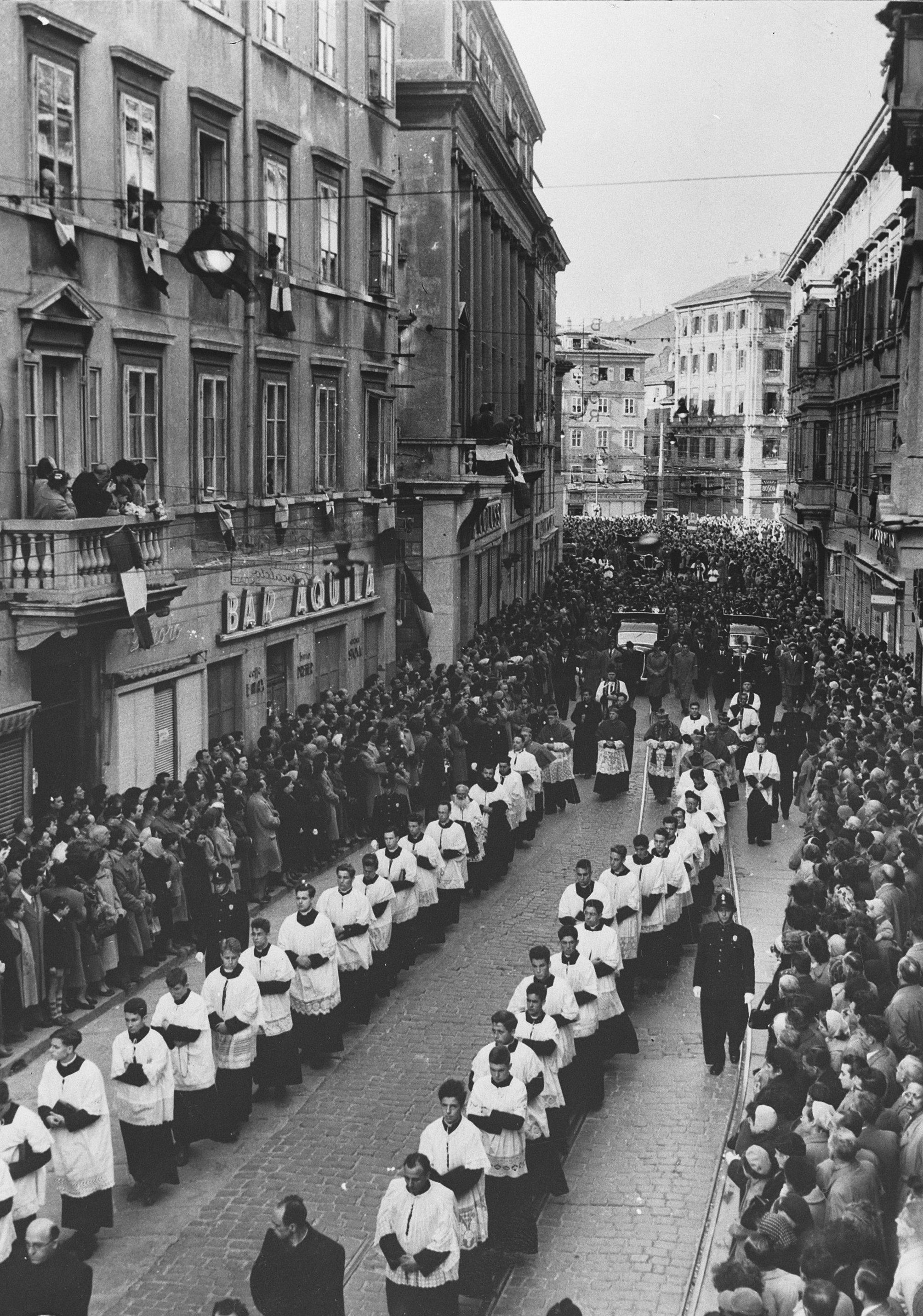
Funérailles des victimes des émeutes de Trieste.

- 8 octobre : par une déclaration conjointe, Britanniques et Américains affirment vouloir rendre aux Italiens l’administration de la zone A du Territoire libre de Trieste[14].
- 10 octobre : en réponse à la note bipartite anglo-américaine du 8 octobre, Tito, le dirigeant yougoslave, menace d'occuper militairement la zone A du Territoire libre de Trieste[15].
- 21-22 octobre : une forte tempête provoque des inondations des éboulements et des coulées de boue dans les provinces de Reggio de Calabre et de Catanzaro en Calabre. Plus d'une centaine de victimes[16].

- 4 - 6 novembre : Trieste est le théâtre de sanglantes manifestations, violemment réprimées par la police anglo-américaine[13].

## Culture

### Cinéma
- Box-office Italie 1953
- 8e cérémonie des Rubans d'argent

#### Films italiens sortis en 1953
- 17 septembre : I Vitelloni (Les Vitelloni), film de Federico Fellini
- 22 octobre : Siamo donne (Nous les femmes), film réalisé par Gianni Franciolini, Alfredo Guarini, Roberto Rossellini, Luchino Visconti et Luigi Zampa

#### Autres films sortis en Italie en 1953
- 28 janvier : Spartaco (Spartacus), film franco-italien de Riccardo Freda
- 23 septembre : Il ritorno di don Camillo (Le Retour de don Camillo, film franco-italien de Julien Duvivier

#### Mostra de Venise
- Lion d'or : non décerné
- Lion d'argent : I Vitelloni (Les Vitelloni), de Federico Fellini
- Coupe Volpi pour la meilleure interprétation masculine : Henri Vilbert pour Le Bon Dieu sans confession de Claude Autant-Lara
- Coupe Volpi pour la meilleure interprétation féminine : Lilli Palmer pour The Four Poster d'Irving Reis

### Littérature

#### Livres parus en 1953
- Massimo Bontempelli, L'amante fedele (Mondadori)
- Livia De Stefani, La vigna di uve nere (Mondadori)

#### Prix et récompenses
- Prix Strega : Massimo Bontempelli, L'amante fedele (Mondadori)
- Prix Bagutta : Leonardo Borgese (it), Primo amore, (Garzanti)
- Prix Viareggio : Carlo Emilio Gadda, Novelle dal ducato in fiamme

## Naissances en 1953
- 9 février : Vito Antuofermo, boxeur.
- 19 février : Corrado Barazzutti, joueur de tennis.
- 10 novembre : Roberto Ceruti, coureur cycliste.

## Décès en 1953
- 2 janvier : Guccio Gucci, 72 ans, couturier, fondateur de la marque Gucci. (° 26 mars 1881).
- 20 février : Francesco Saverio Nitti, 84 ans, homme politique, président du Conseil du royaume d'Italie en 1919-1920. (° 19 juillet 1868)
- 9 juin : Ugo Betti, 61 ans, magistrat, poète et dramaturge. (° 4 février 1892)
- 20 juillet : Ruggero Ruggeri, 81 ans, acteur de théâtre et de cinéma. (° 14 novembre 1871)
- 11 août : Tazio Nuvolari, 60 ans, coureur motocyliste et pilote automobile. (° 16 novembre 1892)
- 2 septembre : Raffaele Calzini, 67 ans, écrivain. (° 29 décembre 1885)
- 25 septembre : Vittorio Rossi Pianelli, 84 ans, acteur et réalisateur. (° 9 juillet 1869)
- 21 novembre : Felice Bonetto, 50 ans, pilote automobile. (° 9 juin 1903)
- 15 décembre : Rocco Scotellaro, 30 ans, écrivain, romancier, poète et homme politique, lauréat du prix Viareggio. (° 19 avril 1923)